# Schizochiton jousseaumei
Schizochiton jousseaumei is een keverslakkensoort uit de familie van de Schizochitonidae. De wetenschappelijke naam van de soort is voor het eerst geldig gepubliceerd in 1917 door Dupuis.